# Streblocera emarginata
Streblocera emarginata är en stekelart som beskrevs av Chou 1990. Streblocera emarginata ingår i släktet Streblocera och familjen bracksteklar. Inga underarter finns listade i Catalogue of Life.